# Harold Mayne-Nicholls
Harold Alfred Mayne-Nicholls Sécul (Antofagasta, Chile, 27 de julio de 1961) es un periodista, dirigente deportivo y político chileno. Fue presidente de la Federación de Fútbol de Chile y la Asociación Nacional de Fútbol Profesional entre 2007 y 2011, y trabajó en diversos cargos de la FIFA entre 1993 y 2012.

## Familia y estudios
Nació en Antofagasta en 1961, hijo de un descendiente de ingleses provenientes de Iquique y de una descendiente de croatas provenientes de Punta Arenas. Está casado con la periodista Eugenia Fernández Ibarra, con quien tiene cinco hijos.
Efectuó sus estudios escolares en el Colegio Yugoslavo (Actual Colegio San Esteban - Hrvatska Skola) y Colegio Inglés San José de Antofagasta y en el Saint George's College, en Vitacura, Santiago. A mediados de años 1980 estudió periodismo en la Pontificia Universidad Católica de Chile, y fue seleccionado de fútbol de la PUC.[cita requerida] Durante sus estudios postuló al centro de alumnos de su carrera, perdiendo frente a la lista de Esteban Valenzuela. En 1988 obtuvo su posgrado en Administración de Empresas de la Universidad Adolfo Ibáñez.[cita requerida]
Es un reconocido hincha de Club de Deportes Antofagasta, del cual es socio desde 1973.
Desde 1972 a 1984 perteneció activamente al Movimiento Scout, siendo el único chileno en asistir al Jamboree Scout Mundial de 1983 en Canadá.[cita requerida] En el año 2015 asumió como Jefe de Campo del IX Jamboree Nacional que se realizó en Picarquín en enero de 2016, con la participación de unos 12 mil guías y scouts de todo el país.[cita requerida]

## Carrera profesional
Después de titulado se dedicó al área del periodismo deportivo y a la fotografía, lo que ya hacía en su época de estudiante. Trabajó en diversos medios de comunicación de su país, como los periódicos La Nación, El Mercurio, La Tercera y las revistas deportivas Triunfo y Minuto 90.

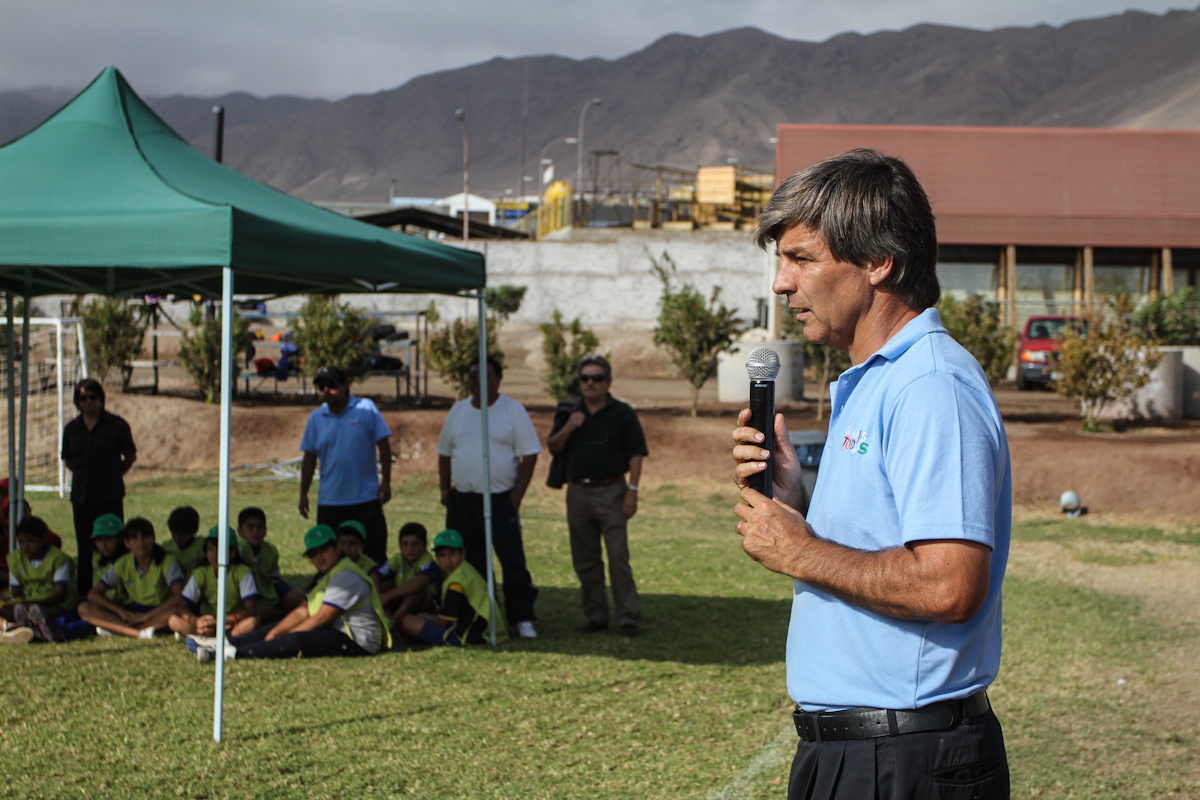
Mayne-Nicholls durante una actividad de su fundación "Ganamos Todos" en Antofagasta.

En 1986 ingresó a trabajar a la empresa Asicom en el área de Relaciones Públicas. En 1987 pasó a desempeñarse como relacionador público y de comunicaciones de Epson Chile, cargo que desempeñó hasta 1989.
En 1991 trabajó como jefe de prensa de la Copa América, realizada ese año en Chile.
Fue embajador de Olimpíadas Especiales entre el 2005 y 2012, habiendo participado en las Olimpíadas de Shangai y de Atenas, además de los Panamericanos de Puerto Rico.[cita requerida]
A principios de marzo de 2011, creó la fundación Ganamos Todos, cuyo objetivo es la promoción de la actividad deportiva. Como Presidente de la Fundación Ganamos Todos ha participado en diversos eventos en 255 comunas del país, desde Visviri a Puerto Williams. Desde agosto a diciembre del año 2011, realizó una pasantía en el departamento de Deportes de la Universidad de Notre Dame, South Bend, Indiana, Estados Unidos.[cita requerida]
Desde enero de 2012 hasta septiembre de 2015, fue asesor en materias de deportes de la cadena de televisión por cable DirecTV.[cita requerida] Entre otras actividades desarrolló la Copa EuroAmericana, en sus versiones 2013, 2014 y 2015.[cita requerida]
El 2 de junio de 2023, asumió como Director Ejecutivo de los Juegos Panamericanos y Parapanamericanos Santiago 2023, evento que logró 1,5 millones de entradas vendidas, convirtiéndose en una de las ediciones con mayor asistencia en la historia de los Juegos Panamericanos.

## Dirigente deportivo

### Carrera en la FIFA (1993-2012)
En 1993 ingresó a la Federación Internacional de Fútbol Asociado (FIFA) como jefe de prensa de la Copa Mundial de Fútbol celebrada al año siguiente en Estados Unidos, específicamente en la sede de Boston. Posteriormente se desempeñó como jefe de prensa de la Copa Mundial de Fútbol Sub-17 de 1995 realizada en Ecuador, coordinador general del fútbol en los Juegos Olímpicos de Atlanta 1996 y de la Copa Mundial de Futsal de 1996 realizada en España, gerente de selecciones de la Federación de Fútbol de Chile (FFCh) —cargo al que renunció en 1996 tras el despido de Xabier Azkargorta como entrenador de la selección chilena— y jefe de prensa en la sede de Burdeos de la Copa Mundial de Fútbol de 1998.

Posteriormente fue coordinador general de la Copa Mundial de Fútbol Sub-20 de 1999 realizada en Nigeria, de la Copa Confederaciones 1999 realizada en México, del Mundial de Clubes 2000 realizada en Brasil, de la sede Brisbane en los Juegos Olímpicos de Sídney 2000, de la sede Creta en los Juegos Olímpicos de Atenas 2004, de la Copa Confederaciones 2001 realizada en Corea del Sur y Japón, de la sede Seúl de la Copa Mundial de Fútbol 2002, de la Copa Mundial de Fútbol Playa 2005, de la sede Frankfurt de Copa Confederaciones 2005, de la Copa Mundial de Fútbol Sub-17 de 2005, de la sede Múnich en la Copa Mundial de Fútbol 2006 y de la Copa de Oro (años 2011 y 2013) realizada en Estados Unidos.

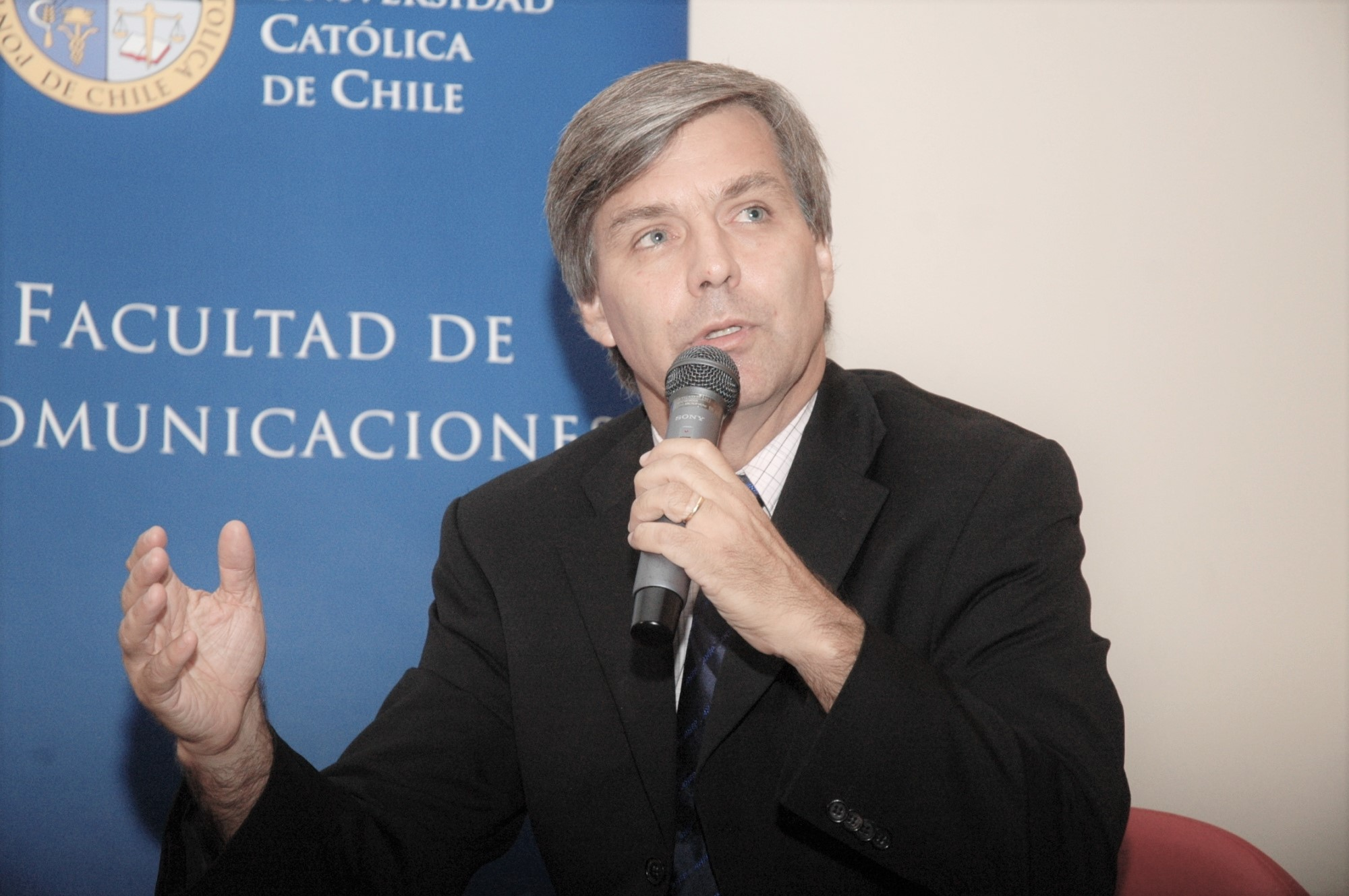
Mayne-Nicholls en 2010.

Se hizo cargo del programa Goal de la FIFA durante una década. Fue miembro del grupo de inspección para la Copa Mundial de Fútbol de 2010 realizada en Sudáfrica y Presidente de la Comisión de Inspección FIFA para las Copas del Mundo 2018 y 2022 realizadas en Rusia y Catar. También fue colaborador permanente del programa Master FIFA-CIES.
En mayo de 2012 renunció a la FIFA. Ese año había sido designado por la Federación como comisionado de fútbol en los Juegos Olímpicos de Londres 2012 para la sede de Cardiff, Gales.
Durante su carrera en FIFA fue Instructor en Administración y Organización, habiendo dictado cursos en más de 40 países. Además ha participado en innumerables seminarios, congresos y dictado charlas en diferentes eventos.
En julio de 2015, Mayne-Nicholls fue sancionado por la comisión de ética de la FIFA con una inhabilitación de siete años de toda actividad ligada al fútbol, nacional o internacional. La decisión se basó en supuestas filtraciones que el dirigente realizó mientras era líder de la comisión evaluadora de los mundiales de 2018 y 2022. Esta pena fue reducida a tres años por el Comité de Apelación de la FIFA, y de forma final a dos años por el Tribunal de Arbitraje Deportivo en 2017.

### Presidente de la ANFP (2007-2011)
Paralelamente a su trabajo en la FIFA, el 15 de enero de 2007 asumió como presidente de la Federación de Fútbol de Chile y de la Asociación Nacional de Fútbol Profesional (ANFP). En su periodo la selección mayor clasificó a la Copa Mundial de Fútbol de 2010 realizada en Sudáfrica, de la mano del entrenador argentino Marcelo Bielsa, contratado por Mayne-Nicholls.

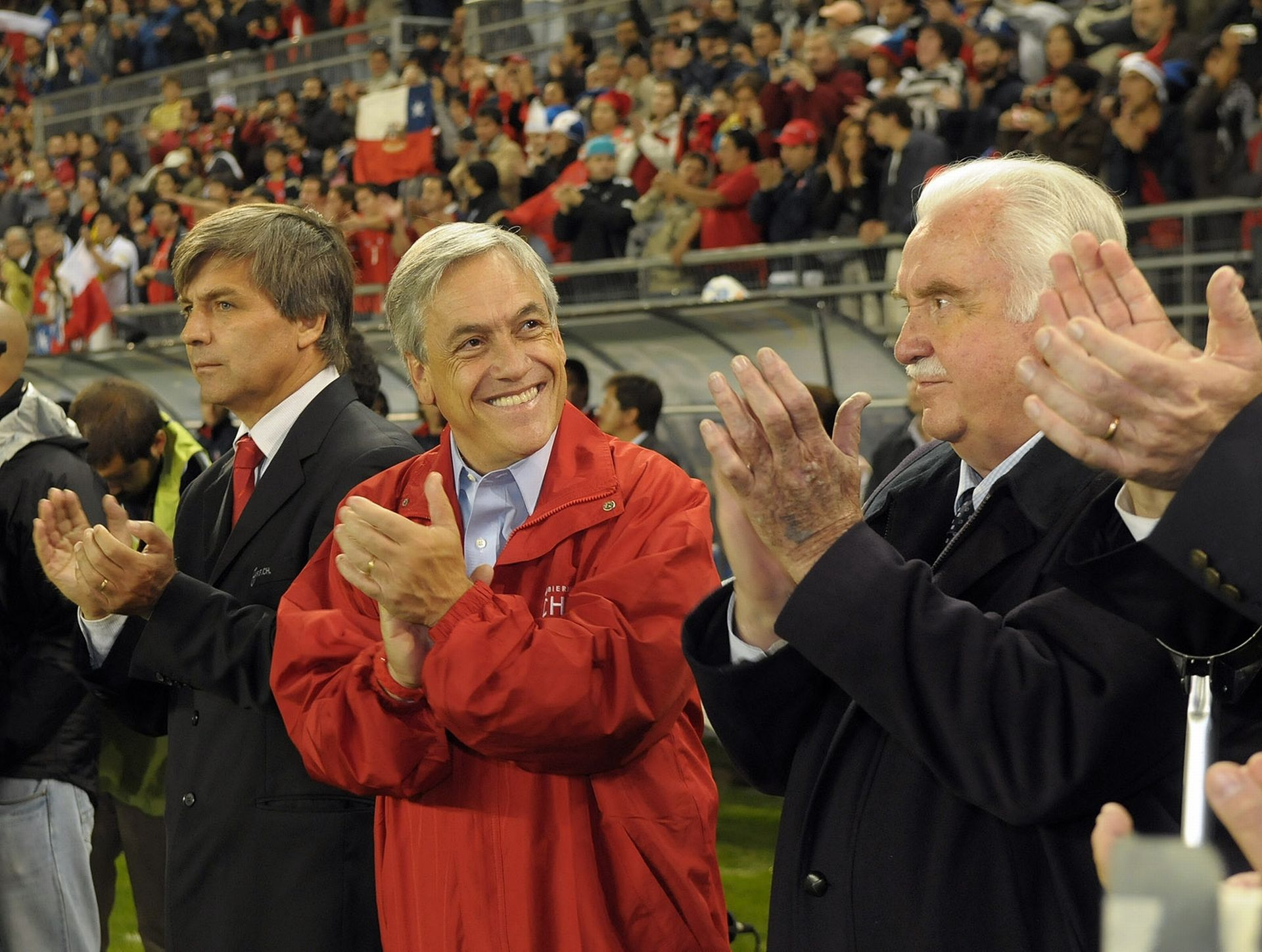
Mayne-Nicholls junto al ex presidente Sebastián Piñera (2010).

En 2008 y 2009 fue distinguido por el Círculo de Periodistas Deportivos de Chile como el «Mejor Dirigente [deportivo]» del país.
Buscó un nuevo periodo en la ANFP en la elección realizada en noviembre de 2010, pero fue derrotado por Jorge Segovia, empresario español y presidente de Unión Española. Un día antes de las elecciones, Marcelo Bielsa afirmó que no seguiría en la dirección de la selección de fútbol si Segovia ganaba la elección.
La elección fue impugnada por el directorio encabezado por Mayne Nicholls, inhabilitando a Segovia para asumir el cargo. Se realizó una nueva elección, en la que Mayne-Nicholls no se postuló al cargo, y donde resultó elegido Sergio Jadue, quien nombró a Segovia como vicepresidente. Ello provocó la renuncia de Marcelo Bielsa el 4 de febrero de 2011.

### Retorno a la gerencia deportiva (2010-presente)
Luego de su salida de la presidencia del ente máximo del fútbol chileno, se especuló que asumiría la vicepresidencia de Deportes Antofagasta, cuestión que no se materializó.
En 2018 postuló como candidato a presidente a la ANFP, pero fue derrotado por Jorge Uauy y Sergio Moreno en primera ronda, y un mes después presentó un proyecto para llegar a Azul Azul, sociedad anónima controladora de Universidad de Chile, que no prosperó.

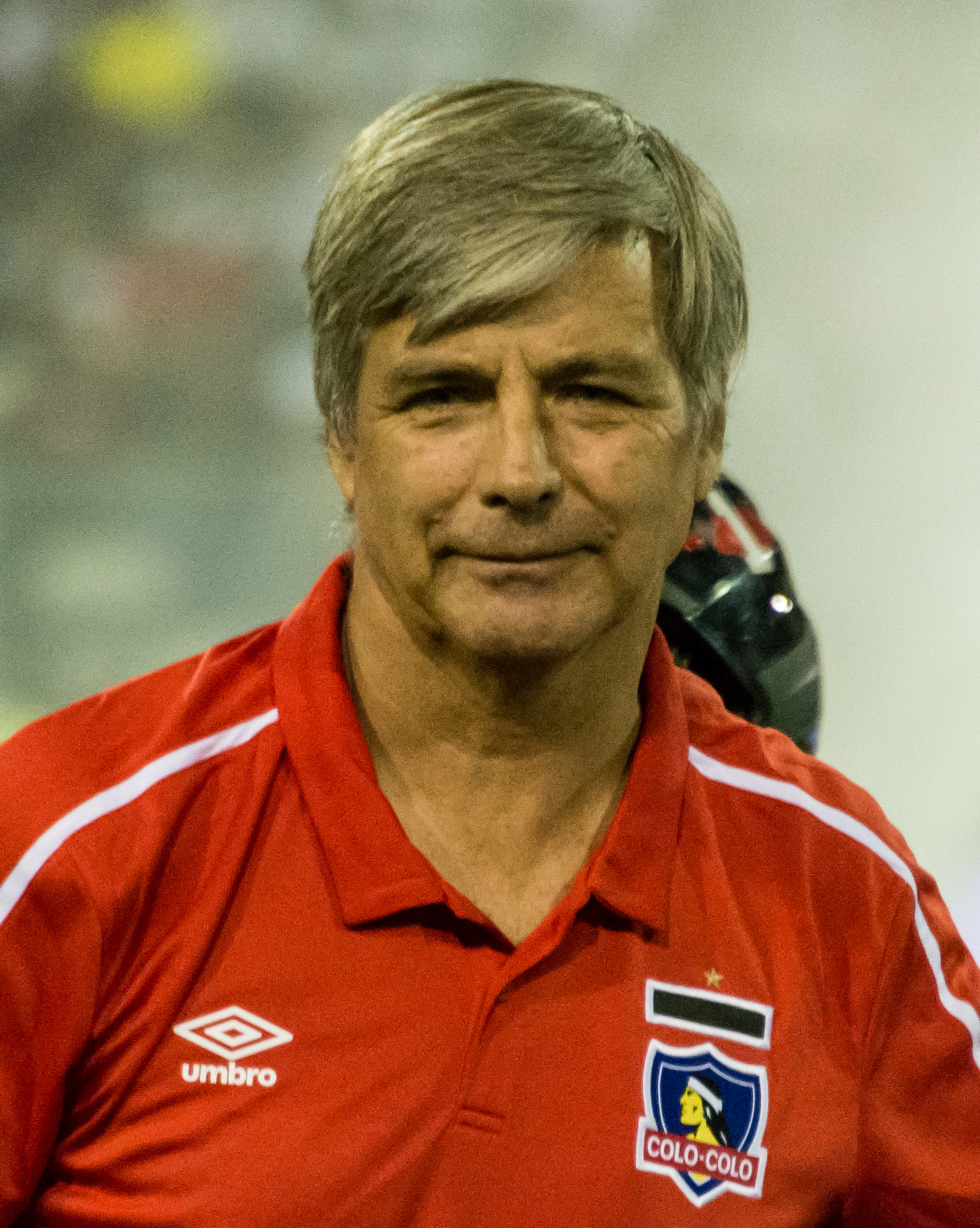
Harold en un partido de Colo-Colo (2020).

En el año 2019 se sumó al directorio de Blanco y Negro —concesionaria administradora de Colo-Colo— con el cargo de vicepresidente ejecutivo como representante del bloque de Aníbal Mosa, quien encabezó las votaciones en la junta de accionistas de ese año.
En 2021 se convirtió en dueño del 70% de las acciones del Trasandino de Los Andes, institución con sede en la ciudad de Los Andes, Región de Valparaíso. Fue fundado el 1 de abril de 1906 por los trabajadores del Ferrocarril Trasandino Los Andes-Mendoza, y compite en la Tercera División A. El 18 de diciembre de 2021 el conjunto verde se coronó campeón de la Tercera División A 2021, tras derrotar como visitante por 1-0 a Provincial Ranco y con ello, aparte de lograr el título, logró la meta de ascender a la Segunda División Profesional, para la temporada 2022.En febrero de 2025 anunció que sus acciones estaban a la venta, con fin de dejar de formar parte de la propiedad del club.

## Carrera política

### Precandidatura presidencial (2025)
El 14 de febrero de 2025, el periódico La Tercera informó que Harold Mayne-Nicholls estaría explorando una posible precandidatura presidencial para las elecciones presidenciales de ese mismo año.Al día siguiente, el presidente del Partido Radical, Leonardo Cubillos, confirmó la existencia de “conversaciones informales” con el exdirigente deportivo. Posteriormente, Mayne-Nicholls oficializó su intención de competir como candidato independiente, iniciando una campaña de recolección de firmas para inscribirse ante el Servicio Electoral de Chile (Servel). Su precandidatura se ha definido por una propuesta de centro, independiente de los partidos políticos tradicionales, centrada en la seguridad integral, la unidad nacional y la participación ciudadana. Bajo el lema “Devolverle el alma a Chile”, ha buscado posicionarse como una alternativa renovadora, con foco en el trabajo territorial y el respaldo transversal de la ciudadanía.

## Obras
- Historias sudamericanas en la Copa del Mundo (2006).
- Su majestad la encuesta y otros cuentos (2009).
- Rincones bajo los 3 palos (2015). En coautoría con Marco Antonio Cumsille

- El caso Rojas, un engaño mundial (1990)

## Distinciones individuales
| Distinción                  | Año  |
| --------------------------- | ---- |
| Dirigente del año en Chile  | 2008 |
| Dirigente del año en Chile  | 2009 |
| Hijo Ilustre de Antofagasta | 2010 |